# Бразилия на летних Олимпийских играх 1976
Бразилия принимала участие в Летних Олимпийских играх 1976 года в Монреале (Канада) в двенадцатый раз за свою историю, и завоевала две бронзовые медали. Сборную страны представляло 72 спортсмена, в том числе 7 женщин.

## Медалисты
| Медаль | Спортсмен                  | Вид спорта      | Дисциплина                |
| ------ | -------------------------- | --------------- | ------------------------- |
| Бронза | Жуан Карлуш ди Оливейра    | Лёгкая атлетика | Мужчины, тройной прыжок   |
| Бронза | Риналду Конрад Петер Фикер | Парусный спорт  | Класс «Летучий голландец» |

## Результаты соревнований

### Академическая гребля
В следующий раунд из каждого заезда проходили несколько лучших экипажей (в зависимости от дисциплины). В финал A выходили 6 сильнейших экипажей, ещё 6 экипажей, выбывших в полуфинале, распределяли места в финале B.
Мужчины
| Соревнование | Спортсмены                      | Предварительный заезд | Предварительный заезд | Предварительный заезд | Отборочный заезд | Отборочный заезд | Отборочный заезд | Полуфинал             | Полуфинал             | Полуфинал             | Финал                 | Финал                 | Итоговое место        |                       |
| Соревнование | Спортсмены                      | Заезд                 | Время                 | Место                 | Заезд            | Время            | Место            | Заезд                 | Время                 | Место                 | Время                 | Место                 | Итоговое место        |                       |
| ------------ | ------------------------------- | --------------------- | --------------------- | --------------------- | ---------------- | ---------------- | ---------------- | --------------------- | --------------------- | --------------------- | --------------------- | --------------------- | --------------------- | --------------------- |
| двойки       | Гильермо Кампос Рауль Багаттини | 3                     | 8:00,64               | 5                     | 1                | 7:22,32          | 6                | завершили выступление | завершили выступление | завершили выступление | завершили выступление | завершили выступление | завершили выступление | завершили выступление |